# La Princesse des glaces : le Monde des miroirs magiques
Pour les articles homonymes, voir La Princesse des glaces et La Reine des neiges (homonymie).
Série
La Princesse des glaces
(2016) La Reine des neiges et la Princesse
(2023)
Pour plus de détails, voir Fiche technique et Distribution.
La Princesse des glaces : le Monde des miroirs magiques (titre original : Снежная королева: Зазеркалье), est un film d'animation russe réalisé par Alexeï Tsitsiline et Robert Lence et sorti en 2018. C'est la suite de La Reine des neiges (2012), La Reine des neiges 2 : le Miroir sacré (2014) et La Princesse des glaces (2016).

## Synopsis
Gerda et Kai retrouvent enfin leurs parents. Ensemble, ils s'installent dans une province gouvernée par un puissant inventeur, le roi Harald.
Dans sa famille de magiciens professionnels, seule Gerda n'a pas la capacité de manier la magie. Cependant, la famille se satisfait de la vente d'amulettes magiques de grande valeur. Lorsqu'un nouveau concours est annoncé à la cour, la famille, y compris Gerda, décide d'y participer pour obtenir le titre de magicien de la cour. Malheureusement, Gerda est la seule à rester à la maison pour s'occuper de la boutique. Le roi Harald est un grand défenseur du progrès technique. Il construit des machines et des robots. Harald décide ensuite de bannir tous les sorciers du royaume. Il a failli perdre sa famille à cause des actions antérieures de la Reine des Neiges. Pour redresser la situation, Harald promulgue un nouveau décret selon lequel les produits des scientifiques, des ingénieurs et des inventeurs seront la norme, tandis que les amulettes, les potions et les talismans des sorciers seront relégués au second plan, voire interdits. Le roi Harald trouve le moyen de bannir toute magie du monde : tous les détenteurs de pouvoirs magiques sont désormais piégés dans les Terres des Miroirs.
Après que le puissant roi a enfermé tous les sorciers du monde dans la zone d'internement polaire, Gerda découvre enfin pourquoi tous les sorciers disparaissent dans le palais. Gerda garde cette découverte pour elle et tente de lutter pour maintenir la magie en vie par la gentillesse et l'amitié. Malgré cela, elle est envoyée en prison au sommet du château. Dans les Terres des Miroirs, une réunion est organisée entre tous ceux qui usent de la magie. Les parents de Gerda croient que seule Gerda peut les sauver et ils se rendent au château de la Reine des Neiges ; dans le château, la Reine joue aux échecs. Toutes les personnes présentes décident d'oublier les vieilles rancunes et de se réconcilier en organisant un plan d'action. Gerda sera aidée par des trolls, des pirates et même la glaçante et mystérieuse Reine des Neiges. Même Rollan, doté du pouvoir du feu, revient du précédent épisode pour aider à sauver les sorciers de la menace imminente imposée par le miroir.
Au cours de leur voyage vers le pays des trolls, une bataille aérienne avec des dirigeables a lieu dans la ville flottante des pirates. Gerda réussit à obtenir l'aide du capitaine Alfida. Alfida accepte de naviguer sur le dirigeable des requins avec le héros et l'héroïne comme passagers. Le roi Harald et sa flotte de dirigeables sont déjà en route pour contrecarrer le plan de libération de Gerda, s'engageant dans une bataille de sortilèges et de technologie. En coopération avec les pirates de la cité flottante, les héros tentent de s'emparer de la capitale de la région et de rouvrir le portail du miroir à l'aide de l'amulette du roi Arrog.

## Fiche technique
- Titre français : La Princesse des glaces : le Monde des miroirs magiques[1],[2]
- Titre original russe : Снежная королева: Зазеркалье, Snejnaïa koroleva: Zazerkalie[3]
- Réalisation : Alexeï Tsitsiline, Robert Lence
- Scénario : Vladimir Nikolaïev, Alexeï Tsitsiline, Robert Lence, Alexeï Zamyslov, Andreï Korenkov
- Montage : Alexeï Tsitsiline, Robert Lence
- Musique : Fabrizio Mancinelli
- Sociétés de production : Central Partnership, Soiouzmoultfilm
- Pays de production :  Russie
- Langue originale : russe
- Format : couleurs
- Genre : film d'animation
- Durée : 88 minutes
- Dates de sortie : 
  - Pologne : 21 décembre 2018
  - Russie : 1er janvier 2019
  - France : 17 avril 2019 (sortie DVD)

## Distribution

### Voix originales
- Lina Ivanova (ru) : Gerda
- Liaïssan Outiacheva : Alfida
- Nikolaï Bystrov : Kai
- Filipp Lebedev : Rollan
- Vladimir Zaïtsev (ru) : le roi
- Olgaa Zoubkova (ru) : Reine des neiges
- Vsevolod Kouznetsov (ru) : Arrog